# Bořetín (district de Jindřichův Hradec)
Pour les articles homonymes, voir Bořetín.
Bořetín (en allemand : Borschetin) est une commune du district de Jindřichův Hradec, dans la région de Bohême-du-Sud, en République tchèque. Sa population s'élevait à 107 habitants en 2020.

## Géographie
Bořetín se trouve à 16 km à l'est-nord-est de Jindřichův Hradec, à 59 km au nord-est de České Budějovice et à 114 km au sud-sud-est de Prague.
La commune est limitée par Popelín au nord, par Zahrádky à l'est et par Strmilov et Bednáreček au sud et à l'ouest.

## Histoire
La première mention écrite du village date de 1404.